# Рубинський Олексій Юрійович
Олексій Юрійович Рубинський (нар. 27 грудня 1952, Дніпропетровськ — 22 червня 2021, Харків) — український актор, режисер, драматург, театральний діяч, художник-графік. Народний артист України (2005).

## Життєпис
У 1975 закінчив театральне відділення кафедри театру ляльок (курс І. П. Кагановської) Харківського інституту мистецтв. З 1975 — актор Харківського державного академічного театру ляльок ім. Афанасьєва. У 1983—1984 — педагог, а з 2000 — доцент кафедри майстерності актора та режисури театру анімації Харківського інституту мистецтв, згодом — професор.
З 1972 р. Рубинський працював також як художник-графік. У Харкова відбулося три його персональні виставки, видано авторські альбоми художника.
У 2009 р. внаслідок захворювання, що вразило імунну систему, почав втрачати слух, в 2013 році втратив його повністю, однак продовжував грати.

## Родовід
- Батько — Юрій Михайлович Рубинський (1907—1983) — доктор економічних наук (1965)[8], професор.
- Прадід — Костянтин Іванович Рубинський (1860—1930), історик, філолог, директор бібліотеки Харківського університету, один из засновників українського бібліотекознавства.

## Нагороди
- Народний артист України  (2005)
- Лауреат театральних премій імені Марка Кропивницького (1997)[9] та Івана Мар'яненка (2002)[10]

## Твори
- Алексей Рубинский. Харьковский театр кукол: история, анализ традиций и школы (опыт исторической философии). — Харьков: Тим Паблиш Груп, 2014. — 512 с., илл.
- Алексей Рубинский. Очерки истории Показательного театра кукол в Харькове. К теории и практике харьковской школы кукольников — Харьков: Золотые страницы, 2018. — 456 с.